# Ealdorman

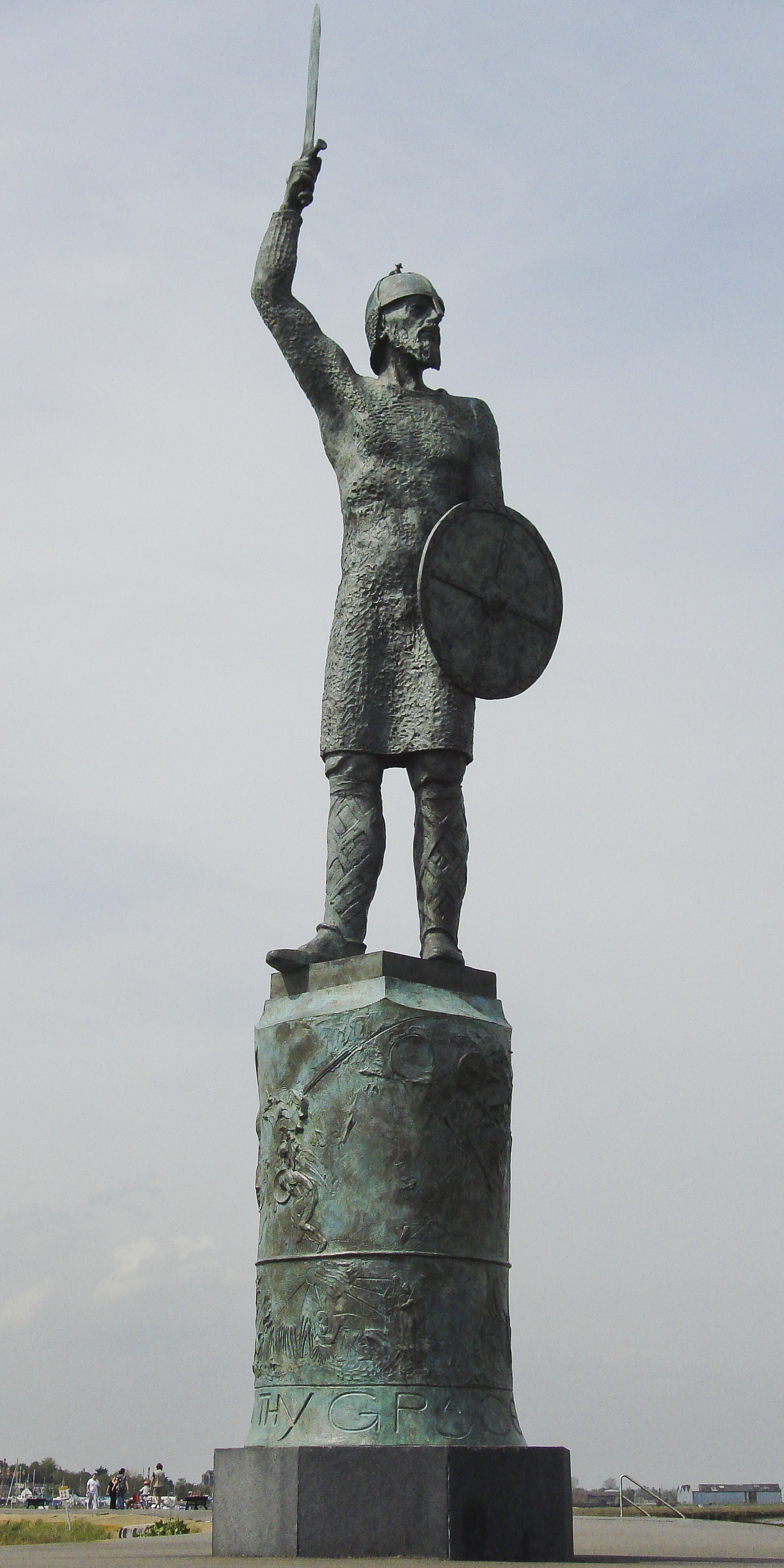
Estàtua de Byrhtnoth, senyor d'Essex, heroi i perdedor de la batalla de Maldon (991).

Un ealdorman (de l'anglès antic ealdorman, literalment "Home vell"; plural: "ealdormen") és el terme utilitzat per designar un oficial reial d'alt grau i magistrat d'un shire anglosaxó, en temps del rei Canut. El terme fou traduït al llatí com dux o præfectus en diversos documents del regne de Wessex. En l'obra Vida del rei Alfred, del bisbe gal·lès Asser, l'equivalent llatí és comes. Com a magistrat d'un shire o un grup de shires (comtat) en l'Anglaterra anglosaxona, l'ealdorman manava l'exèrcit del shire(s) i districtes sota el seu control en nom del rei.

## Nomenament
Els ealdormen eren designats pel rei i sovint eren membres de les famílies més antigues i poderoses, si bé més tard foren sovint escollits d'entre els comites (plural de comes, "Company") del rei.
Quan regnes menors com Sussex i Essex van ser absorbits per un regne més poderós com ara Wessex, la família en el poder era degradada del títol de "Rei" a Eorldorman. Presumiblement aquest títol fou inicialment hereditari, però en el període anglosaxó més tardà ho deixà de ser.

## Earls (Comtes)
Cap al final del segle x, el terme ealdorman va anar desapareixent gradualment, substituït per eorl, probablement sota la influència del terme danès jarl, el qual va evolucionar al terme actual earl. El terme anàleg també en anglès és count, del francès comte, alhora derivat del llatí comes.
Així, es pot considerar que els ealdormen foren els primerencs comtes anglesos.